# Les Girls
Les Girls è un film del 1957 diretto da George Cukor.

## Trama
Anni dopo lo scioglimento della compagnia di ballo "Barry Nichols and Les Girls", le ex componenti del gruppo si ritrovano in un'aula di tribunale a Londra. Angela, ora moglie di un magnate delle spezie, ha intentato una causa per diffamazione contro Sybil, divenuta Lady Wren, per alcune affermazioni contenute nel libro autobiografico scritto da quest’ultima. A fare da cornice al processo è l’alternarsi delle memorie delle tre ex ballerine, che si dipanano in una serie di flashback dai toni vivaci e contraddittori. Sybil racconta la propria versione per prima: descrive Angela come una giovane ballerina innamorata del loro capocomico Barry, e suggerisce che quest’amore disperato la spinse persino a tentare il suicidio. Tuttavia, Angela ha tutt’altra versione: secondo lei, fu Sybil ad avere problemi con l’alcol e a innamorarsi, non corrisposta, di Barry. Le due donne condividono anche la casa con Joy, la terza componente del trio, più riservata e indipendente, apparentemente poco coinvolta nelle schermaglie sentimentali. Con la stessa vivacità di una coreografia, ogni versione dei fatti viene raccontata con dettagli precisi, ma divergenti, tra cui fidanzati segreti, gelosie professionali e incidenti sospetti. Tra Parigi, Roma, Vienna, Madrid e Granada, il gruppo vive successi teatrali e drammi personali, spesso intrecciati con le attenzioni di Barry, che sembra essere il centro emotivo e professionale del trio. Quando le testimonianze si fanno inconciliabili, è lo stesso Barry a prendere la parola. Il suo racconto offre nuove prospettive, ma introduce anche ulteriori ambiguità, soprattutto per Joy, che pare essere la chiave silenziosa del mistero. Nonostante le rivelazioni, la verità resta sfumata, suggerendo che forse ognuno ha raccontato solo una parte della storia.

## Produzione
Il film fu prodotto dalla Sol C. Siegel Productions e Metro-Goldwyn-Mayer. In origine, avrebbe dovuto essere interpretato da Leslie Caron, Cyd Charisse e Carol Haney. Secondo quanto riportato nella biografia di Cukor, la M.G.M. insistette per affidare uno dei ruoli femminili a Mitzi Gaynor. Nonostante il regista non fosse d'accordo, alla fine cedette alle pressioni dello studio. Siegel e Cukor avrebbero voluto girare a Parigi, Lisbona e Mosca, ma, per ragioni di bilancio, finì che il film venne girato negli studi di Hollywood.

### Colonna sonora
I titoli di testa sono firmati da Gene Allen e Hoyningen Huene, la colonna sonora è di Saul Chaplin (non accreditato). Altre musiche sono di Georges Bizet, Ludovic Halévy, Henri Meilhac e Cole Porter. L'orchestrazione si deve ad Alexander Courage, Skip Martin e - non accreditato - Arthur Morton, la direzione musicale è di Adolph Deutsch. Le coreografie sono di Jack Cole, assistito da Barrie Chase e da Alex Romero.

#### Numeri musicali
Les Girls, parole e musica di Cole Porter

Eseguito da Gene Kelly, Kay Kendall (doppiata da Betty Wand), Mitzi Gaynor e Taina Elg

Danzato da Gene Kelly, Mitzi Gaynor e Taina Elg
Ça c'est l'amour, parole e musica di Cole Porter

Eseguita da Taina Elg (doppiata da Thora Mathiason)
Ladies in Waiting, parole e musica di Cole Porter

Eseguita da Kay Kendall (doppiata d Betty Wand), Mitzi Gaynor e Taina Elg
You're Just Too Too!, parole e musica di Cole Porter

Eseguito da Gene Kelly e Kay Kendall (doppiata da Betty Wand)
Why Am I So Gone (About that Gal)?, parole e musica di Cole Porter

Eseguito da Gene Kelly

Danzato da Gene Kelly e Mitzi Gaynor
The Rope Dance, musica di Cole Porter

Danzato da Gene Kelly e Taina Elg
Be a Clown, musica di Cole Porter
Zampa, di Louis Joseph Hérold

## Distribuzione
Il copyright del film, richiesto dalla Loew's Inc. & Sol C. Siegel Productions, Inc., fu registrato il 3 settembre 1957 con il numero LP8993. Distribuito dalla Metro-Goldwyn-Mayer, il film fu presentato in prima a New York il 3 ottobre 1957. A Londra, in prima reale, fu proiettato il 4 novembre di quello stesso anno. Sempre nel 1957, uscì anche in Svezia (26 dicembre) e Portogallo (31 dicembre, come As Girls). Nel 1958, il film fu distribuito in Messico (5 febbraio), Argentina (25 febbraio), Germania Ovest (3 aprile, come Die Girls), Finlandia (4 aprile), Francia, Giappone e Spagna (28 novembre, come Las girls).

## Riconoscimenti
- Premi Oscar 1958: migliori costumi
- 3 Golden Globe 1958: miglior film commedia o musicale, migliore attrice in un film commedia o musicale (Taina Elg), migliore attrice in un film commedia o musicale (Kay Kendall)